# William Higinbotham
William A. Higinbotham, född 25 oktober 1910, död 10 november 1994, var en amerikansk fysiker som idag är mest känd för att ha skapat spelet Tennis for Two på ett oscilloskop år 1958.